# Tiếng Kapampangan
Tiếng Pampangan hay tiếng Kapampangan (chữ Kulitan: , Kapampangan) là một ngôn ngữ tại Philippines. Đây là ngôn ngữ chính tại tỉnh Pampanga, nam tỉnh Tarlac và đông bắc tỉnh Bataan; đa số người nói là người Kapampangan. Tiếng Kapampangan cũng hiện diện ở vài đô thị ở Bulacan và Nueva Ecija. Ngôn ngữ này còn được gọi là Pampango, và có một "tên trang trọng" (kính danh) là Amánung Sísuan (nghĩa là "[thứ] tiếng nuôi dưỡng"). Năm 2012, tiếng Kapampangan trở thành một trong các ngôn ngữ lớn tại Philippines được giảng dạy và nghiên cứu tại các trường học.